# 都羅展望台
都羅展望台（トラてんぼうだい）は大韓民国（韓国）京畿道坡州市長湍面にある韓国軍管理下の展望台。

## 概要
展望台真下に軍事境界線の南方限界線があり、開城工業団地や朝鮮民主主義人民共和国（北朝鮮）による宣伝村などが一望できる。北朝鮮が一望できるが写真撮影には次のような制限がある。
1. 展望台の建物内からの撮影は禁止
2. 展望台の外も、塀から2メートル以上離れた場所（地面に撮影禁止エリアの境界ラインが引かれている）からのみ撮影可能

現在の展望台が老朽化し、手狭になっていることから、近隣に新たな展望台を建設し、2018年10月22日に移転した。新展望台では、従前のような写真撮影の制限は無くなった。

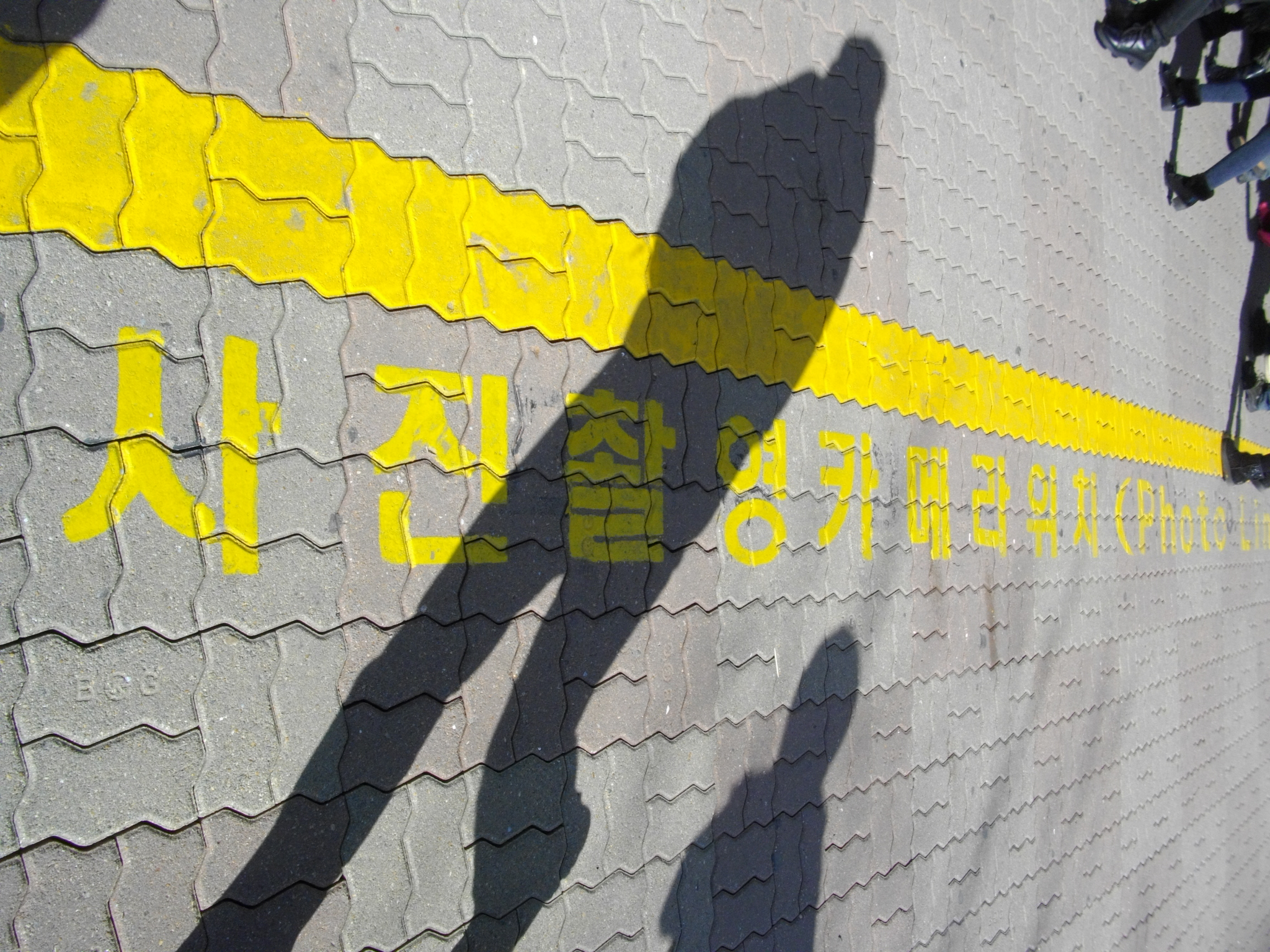
撮影禁止エリアの境界ライン「사진촬영카메라위치（写真撮影カメラ位置）」と書かれている（旧展望台）
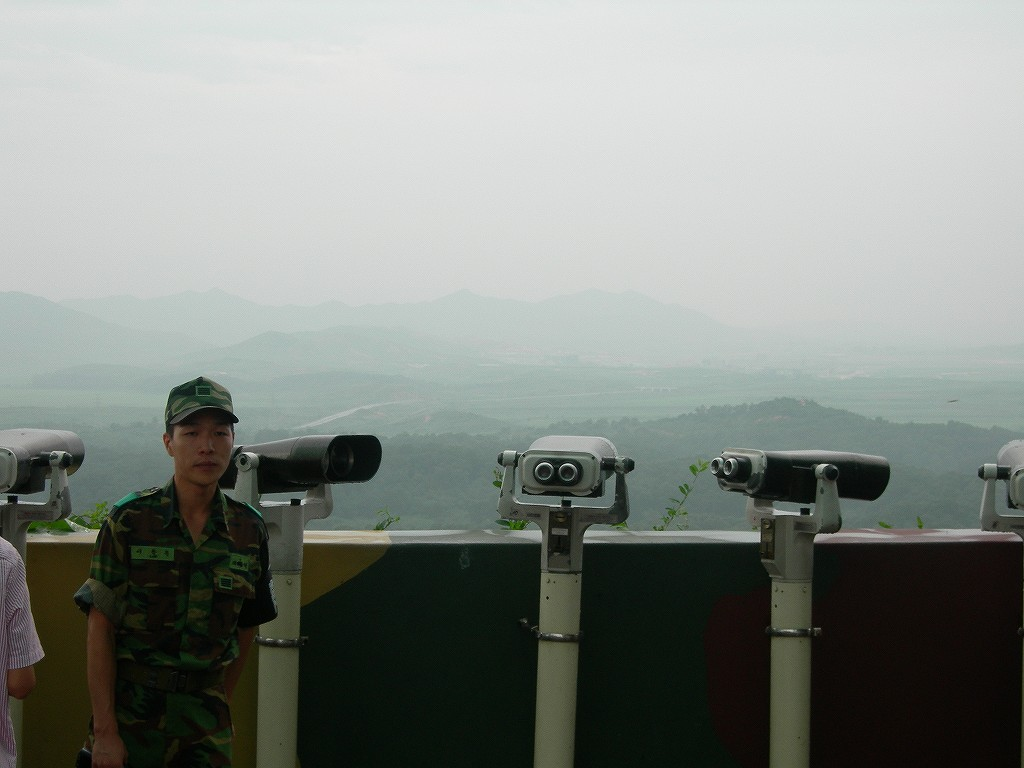
都羅展望台から見た非武装地帯（旧展望台）

## 展望台内部の様子
展望台内部は全面ガラス張りになっており、外がよく見渡せるようになっている。またここで、韓国軍の兵士から説明を日本語で聞くことができる。

## 展望台外部の様子
前述した通り、展望台以北は非武装地帯である。そのため、北側の塀は高め（1.7メートルほど）に作られている。非武装地帯は見渡す限り原野が広がっている。北朝鮮側も晴れていればよく見え、また望遠鏡で見ると北朝鮮の国旗も見える。また、天候が良ければ双眼鏡を通してながら、子男山の金日成像まで見ることが出来る。

## 行き方
展望台は民間人出入統制区域内のため無許可で入ることはできない。そのため一般に行われているDMZツアーに参加する形で入ることが必要になる（都羅山駅#DMZ（非武装中立地帯）ツアーの項目参照）。